# Imaginație
Imaginația ocupă o poziție aparte pe continuumul activității de cunoaștere. Pe de o parte, ea vine în continuarea reprezentării, bazându-se direct pe memorie, pe de altă parte, ea deviază traiectoria care merge spre gândire, făcând o buclă.
Imaginația este capacitatea omenească de a crea noi reprezentări sau idei pe baza percepțiilor, reprezentărilor sau ideilor acumulate anterior; (prin extensiune) reprezentare produsă de această facultate; închipuire, fantezie.
În psihologie, imaginația se definește ca proces intelectual (cognitiv) de selectare și combinare în imagini noi, elemente din experiența anterioară sau de generare de imagini fără corespondent în această experiență.  Produsul activității imaginative nu se reduce doar la imagini singulare, disparate, ci el presupune proiecte și planuri complexe, care se obiectivează în diferite forme – inovații, invenții, descoperiri, opere literare, muzicale, plastice etc.
Imaginația joacă un rol esențial în activitatea umană, incluzându-se ca verigă componentă centrală a creativității. Ea aduce un spor considerabil la cunoașterea realității date și a viitorului, a posibilului.
Spre deosebire de gândire, care se încapsulează în reguli și norme riguroase, ce-i impun întotdeauna congruența sau compatibilitatea cu realitatea obiectivă, imaginația este liberă de canoane, ea putându-se mișca nu numai pe tărâmul realului perceptibil, ci și pe cel al fantasticului și fantasmagoricului.  Ea nu are așadar limite, ceea ce-i conferă întotdeauna o notă de inedit, de noutate.
În cursul vieții, imaginația traversează o traiectorie complexă: exuberantă, irezistibilă și nearticulată în copilărie, devine structurată, persistentă și orientată finalist constructiv în adolescență, productivă și instrumentală în tinerețe și slabă, rigidă, la vârstele avansate.  Pe măsura dezvoltării și consolidării structurilor gândirii, imaginația se mulează din ce în ce mai mult pe probleme reale, integrate activităților sociale actuale în domeniul artei, tehnicii, științei.
Din punct de vedere al mecanismelor interne prin care se realizează, imaginația se organizează în adâncime pe câteva niveluri funcționale, și anume: nivelul oniric, nivelul reveriei și nivelul intențional orientat, în cadrul căruia se delimitează imaginația reproductivă, imaginația creatoare și visul de perspectivă.

## Conținutul informațional al imaginației
Imaginația este procesul psihic cognitiv, complex, de reflectare mijlocită, constructivă și transformatoare a datelor experienței, a cunoștințelor, informațiilor stocate la nivelul memoriei sau a situațiilor și evenimentelor trăite în prezent.
Imaginația își extrage conținuturile în cea mai mare parte din stocul memoriei. Imagini, idei, cunoștințe sunt supuse unui proces de combinatorică imaginativă în vederea elaborării de noi imagini, idei, concepții. De asemenea, imaginația își extrage conținuturile și din zonele profunde ale inconștientului, supunându-le în timpul visului la combinări și transformări dintre cele mai variate.
În concluzie, imaginația exploatează datele trecutului și experiența prezentă și realizează o reflectare constructivă și anticipativă.

## Funcțiile imaginației
Imaginația are  o funcție cognitivă, ea având roluri importante în lărgirea sferei cunoașterii, explorând zone noi și căutând soluții noi la problemele existente. Dacă gândirea adâncește sfera cunoașterii, imaginația lărgește această sferă și oferă astfel gândirii noi teritorii.
Imaginația are o funcție adaptativ reglatorie, care exprimă locul și rolul imaginației în sistemul psihic uman, ea constituind procesul predilect al creativității. Imaginația conferă conștiinței dimensiunea explorativă și creatoare.

## Structurile operatorii ale imaginației
În calitate de proces cognitiv, imaginația dispune de o serie de procedee de combinatorică imaginativă. Sunt operații, procedee de lucru mintal, prin intermediul cărora imaginația intervine asupra conținuturilor sale și produce modificări, transformări, aglutinări, tipizări, schematizări, rearanjări, substituții, analogii, adaptări, etc.

## Tipuri

### Imaginația reproductivă
Este acea formă a imaginației  care, pe baza descrierilor verbale și a asocierii cu imagini deja cunoscute, construiește mental imaginea unui obiect, fenomen, situație, existentă în realitate, dar niciodată percepută direct anterior de acea persoană. Citești un text despre junglă și-ți imaginezi jungla în toate ale ei elemente, deși nu ai fost niciodată în vreo junglă.
Cu ajutorul acestei forme de imaginație lecturile literare, științifice capătă viață. Liublinskaia, psiholog rus afirma: elevii care nu au atracție pentru literatură au un nivel slab de dezvoltare a imaginației reproductive. Ei nu „văd” tablourile descrise în carte, eroii prezentați, scenele, ei nu pot transforma conținutul lecturii în film pe care să-l proiecteze pe ecranul conștiinței lor și să-l vizioneze așa precum se vizionează un film la TV, computer sau cinema și de aceea lor nu li este interesantă lectura.

### Imaginația productivă
Sau creatoare este forma cea mai înaltă și complexă a imaginației care elaborează în plan mental un produs nou, inexistent în prezent, dar posibil în viitor. Exemple de imaginație productivă din viața școlară: născocirea de către elev a unei istorii, basm, poveste, mit … În viața practică imaginea unui aparat nou pe care o elaborează un constructor. Acad. Corolev a inventat și construit rachete..
Imaginația productivă este o componentă a creativității. Tehnicile de stimulare a creativității sunt valabile și în cazul imaginației productive.
După criteriul relației cu viața reală și a implicării subiectului în rezolvarea unei sarcini de viață distingem: 1) imaginația activă și 2) imaginația pasivă.

### Imaginația activă
Este imaginația ce răspunde unor nevoi de adaptare sau de transformare a mediului în care subiectul trăiește și activează, cum ar fi elaborarea de scopuri, proiecte, programe de acțiune, transpunerea în locul altcuiva etc. Această imaginație îi permite subiectului să fie un element activ al vieții și să acționeze în condiții de bună cunoaștere a situației.

### Imaginația pasivă
E imaginația prin care subiectul fuge de realitate (de obicei, din cauza că nu o acceptă sau nu-l satisface), își formează o altă lume (imaginară, evident) mult mai comodă și mai atractivă decât cea reală. E cazul reveriilor (în rusește грезы), al viselor diurne, al visării cu ochii deschiși.
După criteriul prezenței intenției și a efortului depus de subiect în vederea realizării actelor imaginative distingem: 1) imaginație voluntară și 2) imaginație involuntară.

### Imaginația voluntară
Presupune declanșarea intenționată a procesului imaginativ, subiectul și-a pus în gând să realizeze anumite imagini sau să și le proiecteze și depune efort întru efectuarea acestor acțiuni (elaborarea unui plan sau program, de exemplu).

### Imaginația involuntară
Refuză participarea conștiinței subiectului la proiectarea actului imaginativ și la realizarea lui. Actul imaginativ se declanșează de la sine și derulează după o proprie logică. Visul nocturn poate servi drept exemplu de imaginație involuntară. Nimeni nu-și planifică înainte de culcare să vadă vise și, cu atât mai mult, nu le determină conținutul. Visul se întâmplă de la sine. Apare, se derulează, iar persoana este mai degrabă martor, decât agent activ.

## Produsul imaginației
Finalitatea subiectiv comportamentală a imaginației este proiectul, o imagine nouă, o nouă idee, un nou aranjament, o nouă configurație. Fiecare dintre formele imaginației se finalizează în plan subiectiv într-o manieră proprie.
Astfel, visul din timpul somnului este trăit ca o derulare haotică de imagini, emoții, pulsiuni, dorințe.  Reveria este trăită ca o derulare de imagini animate de proiecte, ipoteze și aspirații.  Imaginația reproductivă este trăită ca o desfășurare de imagini despre realități și situații pe care le-am perceput. Imaginația creatoare este trăită ca proiect, ca model, cu un anumit coeficient de originalitate. Visul de perspectivă este trăit ca un proiect mintal al drumului propriu sau al drumului propriu al unui proiect de la imaginare la realizare.
În concluzie, produsul imaginației îl constituie proiectul, modelele anticipative ale realității.